# Sh2-218
Sh2-218 est une nébuleuse en émission peu lumineuse, visible dans la constellation du Cocher.
Elle est située dans la partie nord de la constellation, à environ 2,5° au sud-ouest de l'étoile δ Aurigae. En raison de son extrême faiblesse, elle nécessite une instrumentation presque professionnelle pour être observée. Sa déclinaison est modérément septentrionale, de sorte qu'elle peut être observée principalement depuis l'hémisphère nord, où elle est circumpolaire jusqu'aux latitudes tempérées moyennes. Depuis l'hémisphère sud, en revanche, sa visibilité est limitée aux régions tropicales et aux régions tempérées inférieures. La période la plus favorable à son observation dans le ciel du soir se situe entre octobre et avril.
La distance de ce nuage n'est pas connue, ni aucune étoile ionisant ses gaz. Selon une étude de 1984, Sh2-218 ferait partie de la région de formation d'étoiles cataloguée 159.54+11.29 (ou Avedisova 1701), qui inclut ce nuage et la nébuleuse sombre LDN 1460, associée à la source infrarouge IRAS 05374+5209.